# Мазурчик, Юрий Эдвардович
Юрий Эдвардович Мазурчик (11 января 1962, Гродно) — советский и белорусский футболист, полузащитник и нападающий. Мастер спорта РБ (1996).

## Биография
Воспитанник гродненской СДЮШОР № 6, первые тренеры — Михаил Михайлович Хоменков, Юрий Иванович Фёдоров. Во взрослом футболе дебютировал в 1980 году в гродненском «Химике», игравшем во второй лиге СССР. Победитель зонального турнира второй лиги 1980 года. Затем несколько лет играл на уровне чемпионата Белорусской ССР среди КФК, в это время учился в брестском пединституте. В 1984 году вернулся в соревнования мастеров, проведя сезон во второй лиге в брестском «Динамо». В 1985 году вернулся в гродненский «Химик» и до распада СССР сыграл более 200 матчей во второй лиге.
С 1992 года вместе с гродненским клубом, переименованным в «Неман», выступал в высшей лиге Беларуси. Автор первого гола клуба в чемпионате Беларуси, лучший бомбардир «Немана» в сезоне 1992/93 (13 голов). Обладатель Кубка Беларуси 1992/93, в финальном матче против «Ведрича» (2:1) забил один из голов. В начале 1994 года перешёл в другой клуб из Гродно — «Кардан Флайерс», и стал победителем второй лиги сезона 1993/94, затем провёл три неполных сезона в первой лиге. В ходе сезона 1996 года вернулся в «Неман» и выступал за него до конца карьеры.
Всего в высшей лиге Беларуси сыграл 145 матчей и забил 37 голов. С учётом первенства СССР провёл за «Химик»/«Неман» 400 матчей и забил 85 голов. Один из лидеров в истории «Немана» по числу забитых голов (третье место) и сыгранных матчей.
После окончания игровой карьеры в течение года входил в тренерский штаб «Немана». Затем уехал в США, работал в строительной отрасли.
Женат, две дочери.

## Достижения
- Обладатель Кубка Беларуси: 1992/93
- Победитель второй лиги Беларуси: 1993/94
- Победитель второй лиги СССР (8-я зона): 1980